# Cytherella brettingi
Cytherella brettingi is een mosselkreeftjessoort uit de familie van de Cytherellidae. De wetenschappelijke naam van de soort is voor het eerst geldig gepubliceerd in 2012 door Mohammed & Keyser.